# بالتیمور
بالتیمور (به انگلیسی: Baltimore) بزرگ‌ترین شهر و مرکز فرهنگی ایالت مریلند در کشور آمریکا است. شهر بالتیمور بیست و ششمین شهر بزرگ در ایالات متحدهٔ آمریکا است. طبق سر شماری سال ۲۰۱۰ جمعیت بالتیمور ۶۲۰٬۹۶۱ بود و در حال حاضر جمعیتش بیش از ۶۲۱٬۳۴۲ نفر برآورد می‌شود. شهرهای بالتیمور، تاوسون (Towson) و کلومبیا (Columbia) منطقهٔ شهری بالتیمور را تشکیل می‌دهند. جمعیت منطقهٔ شهری بالتیمور بیش از ۲ میلیون و ۷۰۰ هزار نفر است. بدین ترتیب بالتیمور بیست و دومین شهر پرجمعیت آمریکا است.

## تاریخچه
بالتیمور در سال ۱۷۲۹ بنیان گذارده شده و یکی از قدیمی‌ترین بندرهای آمریکا است. در گذشته بالتیمور پس از نیویورک دومین بندر مهم برای ورود مهاجران اروپایی به آمریکا بوده‌است.
چند نویسنده مشهور آمریکایی از جمله ادگار آلن پو (Edgar Allan Poe)، فردریک داگلاس (Frederick Douglass) و هنری لویس منکن (Henry Louis Mencken) در بالتیمور زندگی می‌کردند. همچنان نوازنده مشهور بیلی هالیدی (Billie Holiday) در آن شهر زندگی می‌کرد. فرانسس اسکات کی (Francis Scott Key) هم که سرود ملی آمریکا «استار اسپنگلد بنر» ("Star Spangled Banner") را سرایید در بالتیمور زندگی می‌کرد.

## نام
نام شهر «بالتیمور» از نام لُرد بالتیمور یکی از اعضای مجلس اعیان ایرلند گرفته شده که در هنگام تأسیس شهر بالتیمور، مالک زمین‌های مستعمره مریلند بوده‌است. این نام گونهٔ تغییر یافته از عبارت Baile an Tí Mhóir به معنای «شهری با خانه‌های بزرگ» در زبان گالیک ایرلندی است.

## مترو
متروی بالتیمور در سال ۱۹۸۳ تأسیس شده و هم‌اکنون دارای ۱ خط و ۱۴ ایستگاه می‌باشد.

## ورزش
تیم ان اف ال بالتیمور ریونز از این شهر است.

## مراکز دانشگاهی و پژوهشی
- دانشگاه جانز هاپکینز در بالتیمور یکی از بهترین دانشگاه‌های آمریکا است. دانشگاه و بیمارستانش بزرگ‌ترین کارفرماهای شهر هستند.
- دانشگاه مریلند در بالتیمور

## افراد سرشناس
| نام              | یادداشت                                                         |
| ---------------- | --------------------------------------------------------------- |
| اسپیرو اگنیو     | سی و نهمین معاون رئیس جمهور ایالات متحده در زمان ریچارد نیکسون  |
| یوبی بلیک        | پیانیست و آهنگساز جاز                                           |
| جولی بوون        | بازیگر                                                          |
| ماگزی بوگز       | بسکتبالیست حرفه ای سابق                                         |
| باب پارسونز      | کارآفرین، میلیاردر و نیکوکار                                    |
| تام کلنسی        | نویسنده                                                         |
| الایجا کامینگز   | نماینده سابق کنگره آمریکا و فعال حقوق مدنی                      |
| جروونتا دیویس    | بوکسور حرفه ای                                                  |
| کاس الیوت        | خواننده و بازیگر                                                |
| دنیل کویت گیلمن  | اولین رئیس دانشگاه جانز هاپکینز                                 |
| دیوید هسلهاف     | بازیگر، تهیه کننده و تاجر                                       |
| جانز هاپکینز     | کارآفرین، سرمایه گذار و نیکوکار                                 |
| تورگود مارشال    | قاضی دادگاه عالی ایالات متحده                                   |
| اچ. ال. منکن     | روزنامه‌نگار                                                     |
| ریک اوکاسک       | نوازنده راک و خواننده                                           |
| نانسی پلوسی      | رئیس سابق‌ مجلس نمایندگان آمریکا                                 |
| مایکل فلپس       | شناگر‌ و‌ موفق‌ترین و پر مدال‌ترین ورزشکار المپیکی در تمامی دوران‌ها |
| ادگار آلن پو     | شاعر                                                            |
| لنس ردیک         | بازیگر‌‌‌‌‌ و نوازنده                                                |
| بیب روث          | بازیکن حرفه ای بیسبال                                           |
| والیس سیمپسون    | دوشس ویندزور                                                    |
| جیدا پینکت اسمیت | بازیگر، خواننده و تاجر                                          |
| آن تایلر         | رمان نویس برنده جایزه پولیتزر                                   |
| جان واترز        | کارگردان، فیلم‌نامه‌نویس و بازیگر                                 |
| فرانک زاپا       | خواننده و آهنگساز                                               |

## نگارخانه

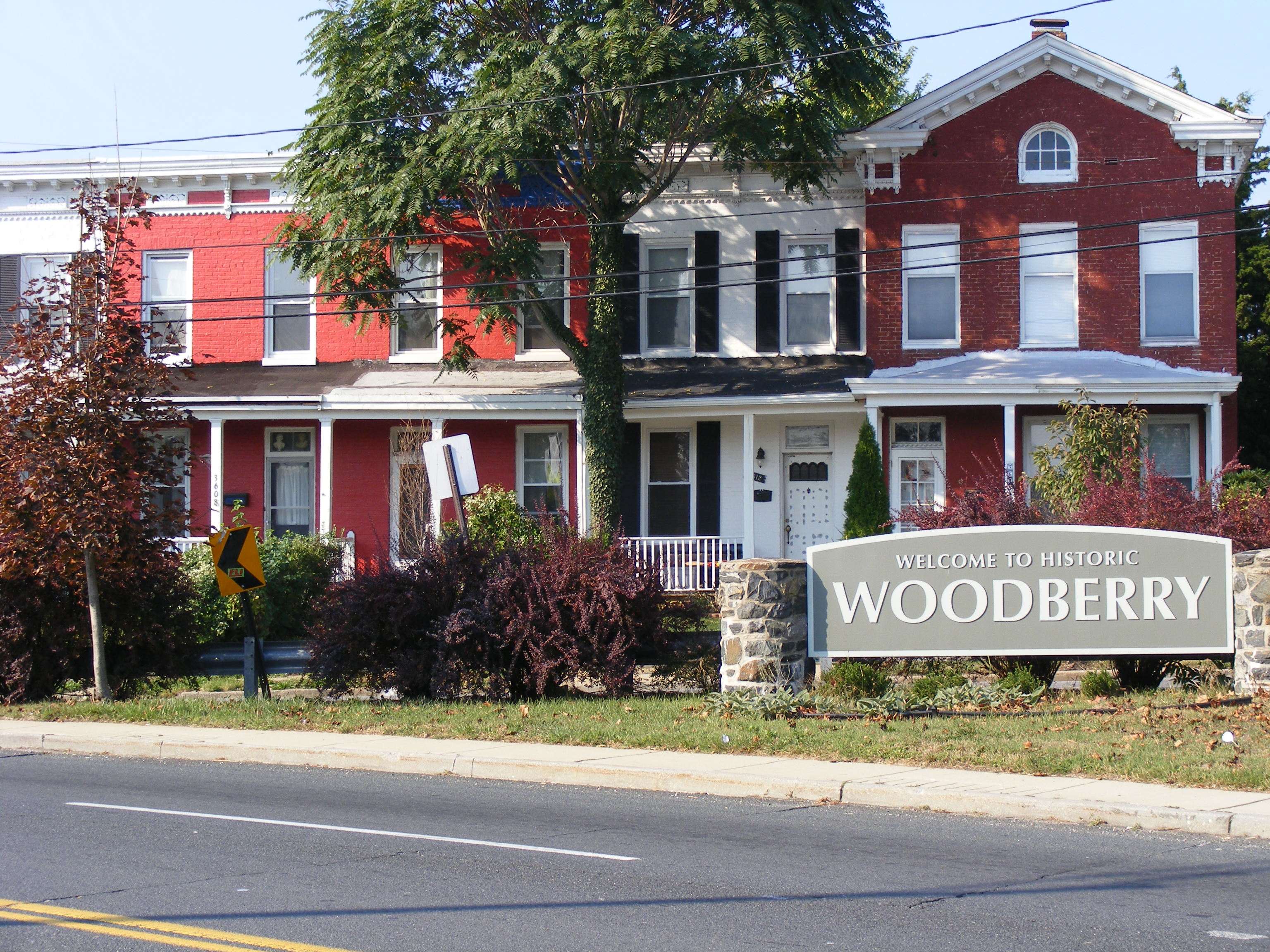
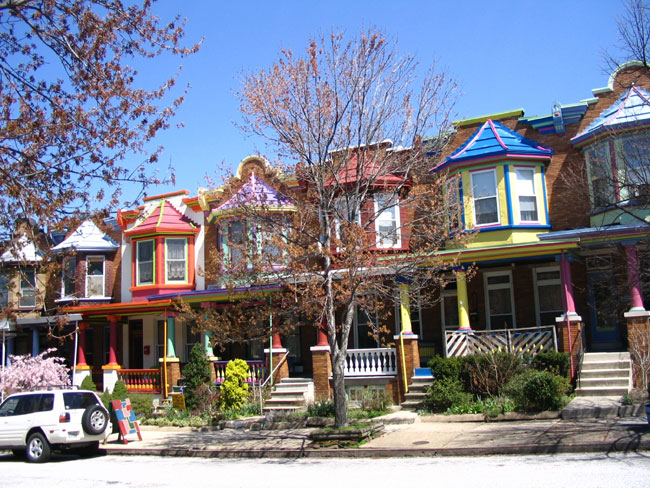
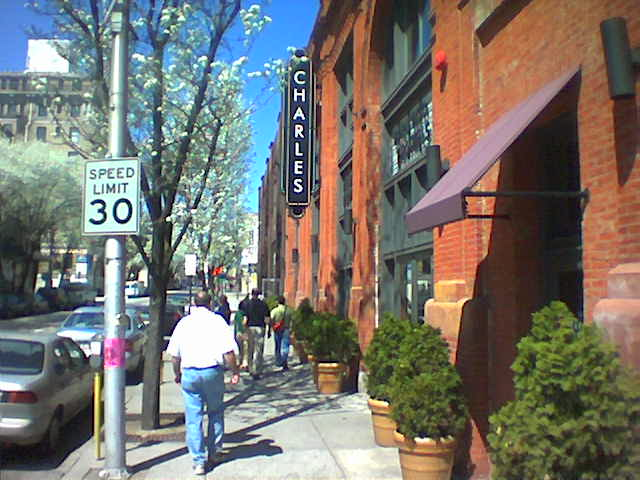
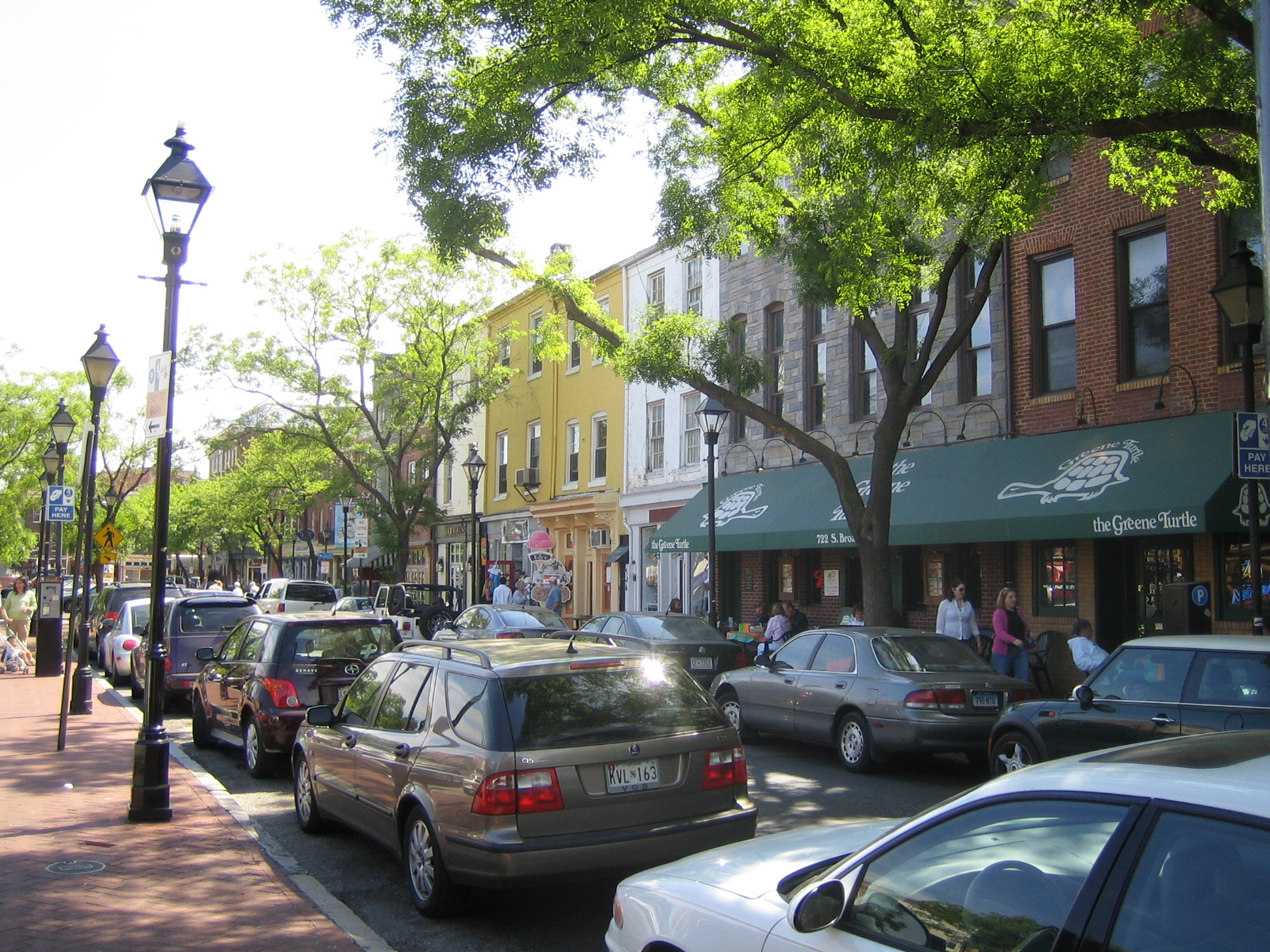
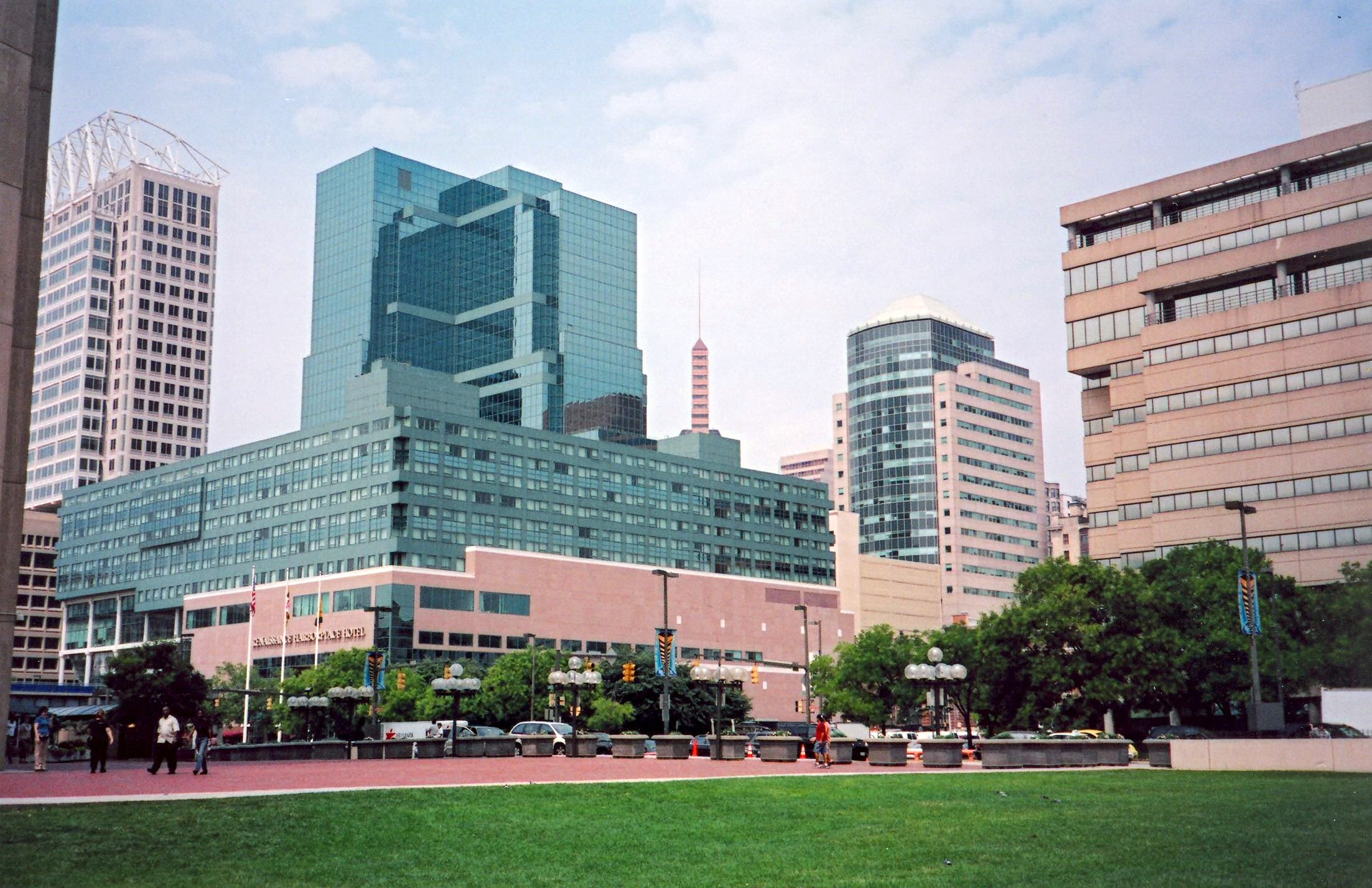
مجاور بندرگاه بالتیمور